# Paulhac (Haute-Loire)
Paulhac (okzitanisch gleichlautend) ist eine französische Gemeinde mit 607 Einwohnern (Stand 1. Januar 2022) liegt im Département Haute-Loire in der Region Auvergne-Rhône-Alpes (vor 2016 Auvergne). Sie gehört zum Arrondissement Brioude und zum Kanton Brioude. Die Einwohner werden Paulhacois genannt.

## Geographie
Paulhac liegt etwa 55 Kilometer nordwestlich von Le Puy-en-Velay am Flüsschen Vendage. 
Umgeben wird Paulhac von den Nachbargemeinden Beaumont im Norden, Brioude im Osten, Saint-Laurent-Chabreuges im Süden sowie Saint-Beauzire im Westen und Südwesten.

## Bevölkerungsentwicklung
| Jahr                       | 1962 | 1968 | 1975 | 1982 | 1990 | 1999 | 2006 | 2017 |
| Einwohner                  | 337  | 375  | 350  | 425  | 561  | 618  | 654  | 636  |
| Quellen: Cassini und INSEE |      |      |      |      |      |      |      |      |

## Sehenswürdigkeiten
- Kirche Saint-Jean-Baptiste aus dem 13. Jahrhundert, seit 1980 Monument historique
- Schloss Paulhac, seit 2004 Monument historique

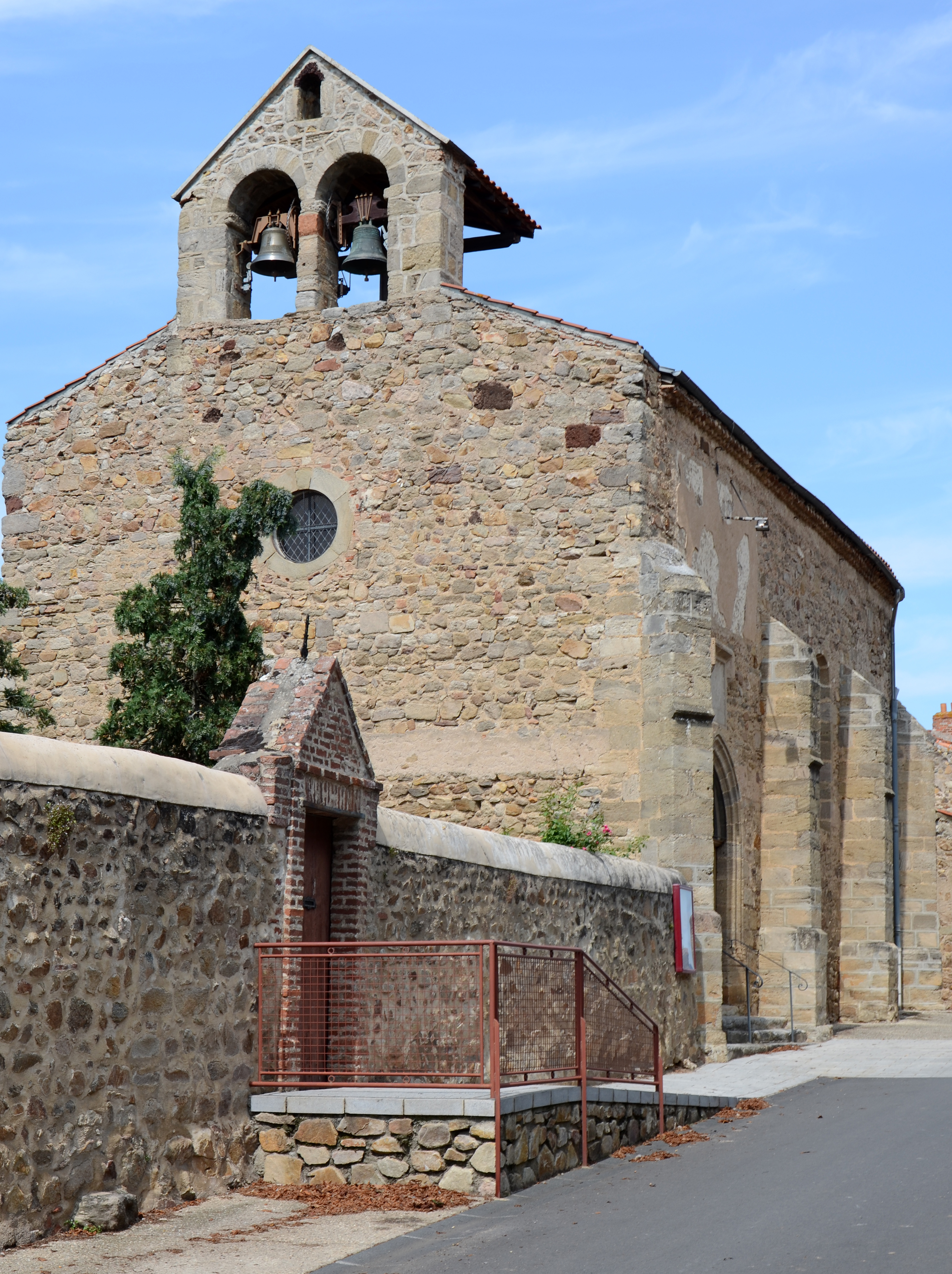
Kirche Saint-Jean-Baptiste
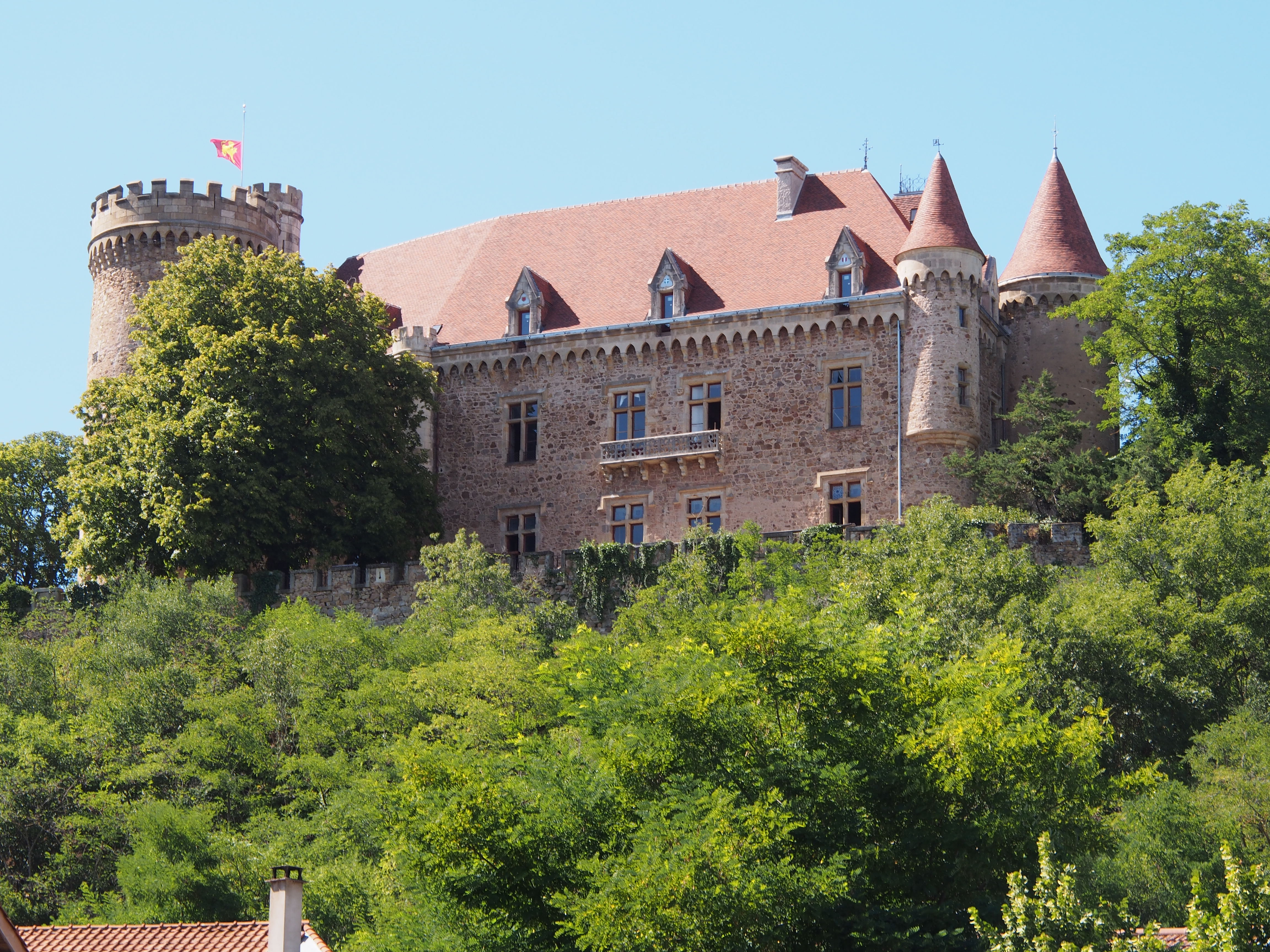
Schloss Paulhac